# Supercell
Supercell és una empresa finlandesa de desenvolupament de jocs mòbils amb seu a Hèlsinki, Finlàndia. Fundat el maig de 2010, el primer joc de la companyia va ser el joc de navegador Gunshine.net i, després del seu llançament el 2011, Supercell va començar a desenvolupar jocs per a dispositius mòbils. Des de llavors, la companyia ha donat a conèixer sis jocs mòbils: Hay Day, Clash of Clans, Boom Beach, Clash Royale, Brawl Stars i Squat Busters, que són jocs freemium i han tingut molt d'èxit per a la companyia, els dos primers van generar ingressos de 2,4 milions de dòlars.

## Companyia

### Model de negoci
Supercell se centra en el desenvolupament de jocs gratuïts que aportin beneficis a través dels micropagaments en el joc. L'objectiu de la companyia és centrar-se en els jocs reeixits que són populars durant anys. El focus no ha estat en els ingressos, però en el principi "només cal dissenyar alguna cosa genial, cosa que els usuaris estimen". El desenvolupament del joc se centra en "cèl·lules" de cinc a set persones que comencen amb la generació d'idees i una revisió inicial del CEO de Paananen. Posteriorment, l'equip desenvolupa la idea en un joc que la resta de treballadors de la companyia aconsegueix a jugar-test, seguit de les proves de joc a la botiga d'aplicacions iTunes de Canadà; si la recepció del Canadà és bona, el següent pas és el desplegament global (a través d'iTunes). Supercell ha descontinuat un total de 14 projectes de jocs que no va considerar prou prometedors, faltant amb èxit els empleats. Un dels jocs que es va cancel·lar amb èxit va ser Battle Buddies, que també havia estat ben valorat en el mercat de proves, però el nombre de jugadors encara era massa petit. L'equip de desenvolupament es fa la decisió final per cancel·lar un projecte.

### Caritat
Els empleats de Supercell han donat 3,4 milions d'euros al projecte del New Children's Hospital de Finlàndia. Presumiblement, és la major donació d'empreses benèfiques feta pels empleats de la companyia a la història de Finlàndia. Supercell també ha donat donacions a l'organització de caritat nord-americana Watsi.
Els fundadors de l'empresa Mikko Kodisoja i Ilkka Paananen han fundat la fundació ME que dona suport a diferents tipus de projectes solidaris. El novembre de 2015, la fundació ME va donar un recompte de 2,5 milions d'euros al departament de joves de Hèlsinki per al suport de joves immigrants. Supercell també va organitzar una recaptació de fons que recopilava ordinadors i tauletes antigues de companyies de jocs per donar a famílies pobres amb fills a través de la Fundació Tukikummit de Finlàndia, una organització sense ànim de lucre registrada. Supercell va ser també el major inversor individual en la campanya de crowdfunding del finlandès Game Museum el 2015.

## Història

### Antecedents i fundació
Abans de fundar Supercell, dos dels fundadors Mikko Kodisoja i Ilkka Paananen van treballar a l'empresa de jocs mòbils Sumea. Kodisoja va ser un dels fundadors de Sumea el 1999, i Paananen va ser contractat com a director general de la companyia el 2000. El 2003, Sumea va guanyar 1,2 milions d'euros de beneficis. L'any següent, l'American Digital Chocolate va comprar Sumea i va fer de la companyia la seva seu finlandesa i el directiu europeu Paananen. Amb el nou propietari, l'activitat empresarial va augmentar, però al mateix temps la cultura empresarial va tenir una orientació més problemàtica segons Kodisoja, que era el director creatiu de l'època. Va deixar la companyia el 2010, i poc després Paananen també ho va fer.
Al principi, Paananen va treballar a la companyia financera Lifeline Ventures, però aviat va voler convertir-se en emprenedor. Va planejar fundar una empresa de jocs on els executius no molestessin el treball dels desenvolupadors de jocs. Junts, Paananen, Kodisoja, Petri Styrman, Lassi Leppinen, Visa Forstén i Niko Derome, que es van conèixer a través de connexions de treball, van fundar Supercell el 2010. La companyia va iniciar la seva activitat en una oficina estreta al districte de Niittykumpu a Espoo.
Kodisoja i Paananen van invertir 250.000 euros dels seus estalvis des del seu temps a Sumea a l'empresa. A més, l'agència finlandesa de finançament per a la innovació tecnològica Tekes els va atorgar un préstec de 400.000 euros. Lifeline Ventures també es va convertir en inversor. El mes d'octubre següent, Supercell va recaptar 750.000 euros a través de finançament de llavors, per exemple, de London Venture Partners i Initial Capital. El primer joc que Supercell va començar a desenvolupar va ser el massiu joc en línia multijugador Gunshine que es podia reproduir a Facebook amb un navegador o en plataformes mòbils, i el prototip del joc estava llest en vuit mesos. Després de la finalització de Gunshine, Accel Partners també va invertir 8 milions d'euros a la companyia el maig de 2011, i l'accionista Kevin Comolli es va convertir en membre de la junta directiva de Supercell. Accel també ha invertit a Rovio, entre d'altres.

### Canvi d'estratègies
Al novembre de 2011, Supercell va abandonar Gunshine per tres raons: no va interessar els jugadors durant el temps suficient, era massa difícil de jugar, i la versió mòbil no funcionava tan bé com la versió del navegador. En el millor dels casos, el joc tenia aproximadament mig milió de jugadors. Supercell va notar que la companyia no podia recuperar el màxim rendiment amb l'actual empresa de Zynga, líder de Facebook, i va decidir centrar-se en els jocs de l'iPad. Un altre joc de desenvolupament de Facebook també es va quedar sense acabar. El canvi d'orientació no va fer desaparèixer els inversors, però la pressió per aconseguir l'èxit va empitjorar i Paananen va haver de fer informes més detallats dels progressos dels inversors.
La companyia va desenvolupar simultàniament cinc jocs, i el primer que es va llançar al mercat de proves va ser Pets vs Orcs. Aquest joc, així com un altre concepte, Tower, van ser abandonats. Al maig de 2012, Hay Day es va publicar i es va convertir en el primer joc publicat internacionalment de Supercell. Hay Day va ser la versió de Supercell del reeixit joc Facebook FarmVille de Zynga, un simulador de granja fàcil de jugar. Supercell va afegir al seu simulador agrícola la capacitat de perfeccionar els productes, la cadena de producció i les propietats de la pantalla tàctil. Es va emfatitzar l'aspecte social del joc. En quatre mesos, el joc es va convertir en un dels jocs més rendibles de l'App Store d'Apple als EUA i va ser un dels més rendibles del món durant dos anys i mig. El joc rep actualitzacions periòdiques i es manté per un equip de 14 persones.

### Desenvolupament de Clash of Clans
Lasse Louhento havia començat a Bloodhouse i Lassi Leppinen era el principal programador de Sumea i Digital Chocolate. El seu equip havia passat mesos en un fantàstic joc de temes de Facebook quan Supercell va canviar les seves estratègies. Leppinen i Louhento volien fer un joc d'estratègia que utilitzés una pantalla tàctil, de manera que jugar seria el més senzill i agradable possible. El desenvolupament de Clash of Clans va durar sis mesos i el joc va ser llançat el 2 d'agost de 2012. En tres mesos, es va convertir en l'aplicació més rendible dels EUA. Segons App Annie, els anys 2013 i 2014 Clash of Clans era el joc mòbil més rendible del món. La batalla homònima entre els clans es va afegir al joc fins al 2014.
A l'estiu del 2013, Supercell va iniciar una col·laboració de màrqueting amb el japonès GungHo: les companyies es van comercialitzar els seus jocs en els seus propis mercats. Com a resultat, Clash of Clans es va convertir en una de les aplicacions més descarregades al Japó. El president de la junta Taizo Son, de GungHo, va viatjar a Finlàndia per agrair a Paananen i després el va presentar al seu germà Masayoshi Son, el director general de SoftBank Corporation. Aviat van proposar una adquisició corporativa que realment va succeir el 7 d'octubre de 2013. SoftBank i GungHo van comprar el 51% de les accions de Supercell per 1.100 milions d'euros, que és el preu més gran per a una empresa privada finlandesa de la història. En sis mesos, el valor de Supercell s'havia triplicat, ja que a la primavera de 2013 la companyia havia venut el 16,7% de les seves accions per 100 milions d'euros.
Tant Clash of Clans com Hay Day van ser llançats a l'estiu de 2012, i Supercell no va llançar un nou joc en gairebé dos anys. El disseny del tercer joc de Boom Beach va començar a la tardor de 2012 i es va llançar el 2014. El nou joc d'estratègia va ser llançat al mercat de proves a finals de 2013, després de la qual cosa va passar per grans canvis. El joc va tenir molt d'èxit als Estats Units just després del seu llançament al març, però no es va quedar al capdamunt de les llistes de descàrregues durant molt de temps. No obstant això, va arribar al top 30 de les aplicacions més descarregades de l'iPhone després que Supercell iniciés una campanya de màrqueting costosa el desembre del 2014. El 2015, el joc va superar a Hay Day a les llistes.
El març de 2016, Supercell va llançar el seu quart joc amb suport, Clash Royale, que utilitza personatges similars de Clash of Clans. Entre els llançaments de Boom Beach i Clash Royale, Supercell havia interromput nou projectes de jocs, dos en la seva fase de llançament de proves. Un d'ells va ser Smash Land que havia estat desenvolupat per 4 a 5 persones durant 10 mesos.

### Finançament
Accel Partners i Index Ventures van invertir 12 milions de dòlars en la Sèrie A de Supercell el 2011, Atomico va liderar la inversió de la sèrie B i, a l'octubre de 2013, es va anunciar que la companyia japonesa GungHo Online Entertainment i la seva matriu SoftBank havien adquirit el 51% de la companyia per un reportat de 1.51 milions de dòlars. L'1 de juny de 2015, SoftBank va adquirir una participació addicional del 22,7% a Supercell, que va aportar la seva participació total al 73,2% de la companyia i va convertir-se en l'únic accionista extern. El 2016, Supercell va registrar ingressos anuals al voltant de 2,11 milions d'euros. En tres anys, els ingressos de la companyia han crescut un total del 800%, des dels 78,4 milions (2012).
El 21 de juny de 2016, Tencent va adquirir el 84,3% de Supercell amb 8,6 mil milions de dòlars. El SoftBank del Japó valora Supercell en 10.200 milions de dòlars.

## Jocs
| Gunshine.net (desprès es coneix com Zombies Online) | 2011 | Finalitzat | Primer joc de Supercell i només joc non-mobile game. Va ser un joc de navegador llançat el 2011 i els seus servidors es van tancar el 30 de novembre de 2012. |
| Pets vs Orcs                                        | 2012 | Finalitzat | Pets vs Orcs va ser el primer joc mòbil de la companyia. Va ser descarregable durant poc més d'un mes el 2012. |
| Battle Buddies                                      | 2012 | Finalitzat | El segon joc mòbil de la companyia, Battle Buddies, va ser llançat de manera suau en diversos països el 2012, però es va interrompre més endavant el mateix any. El joc es va retirar del mercat a causa de la poca monetització, tot i que va obtenir crítiques positives de la crítica. |
| Hay Day                                             | 2012 | Disponible | El 21 de juny de 2012, Supercell va publicar Hay Day a iOS i el 20 de novembre de 2013 a Android. |
| Clash of Clans                                      | 2012 | Disponible | El 2 d'agost de 2012, Supercell va publicar a tot el món Clash of Clans a iOS i el 7 d'octubre de 2013 a Android. El joc d'estratègia en línia on els jugadors construeixen defenses i entrenen tropes per atacar les bases d'altres jugadors, és l'aplicació més àmplia de iOS i Android de tots els temps. Clash of Clans també ha rebut comentaris positius del públic mundial. Té una puntuació de 9/10 per Pocket Gamer i 4.5 / 5 estrelles de Gamezebo. |
| Boom Beach                                          | 2014 | Disponible | El 26 de març de 2014, Supercell va publicar Boom Beach a iOS i Android. |
| Spooky Pop                                          | 2014 | Finalitzat | El llançament suau del Canadà de la incorporació de Supercell al seu programa de mòbils, Spooky Pop, es va publicar el desembre de 2014 i es va interrompre el març de 2015. El 9 de febrer de 2015, l'aplicació va ser eliminada de la botiga canadenca d'aplicacions i aquelles amb còpies descarregades anteriorment. intentar accedir al joc es va reunir amb un missatge emergent de la interrupció. El 10 de març de 2015, el partit estava completament tancat. Des de llavors, Supercell ha estat descrita com a conservadora en el llançament de títols després dels èxits de Clash of Clans i Boom Beach en oposició a moltes altres empreses de desenvolupament de mòbils. |
| Smash Land                                          | 2015 | Finalitzat | Smash Land es va llançar de manera limitada a Canadà i Austràlia l'1 d'abril de 2015. Tanmateix, l'1 de juliol d'aquest any, Supercell va anunciar al seu fòrum oficial que havia decidit cancel·lar el desenvolupament del joc. Smash Land es va mantenir disponible per a la seva descàrrega fins a l'1 de setembre, moment en què es va eliminar permanentment de les plataformes de distribució en línia. |
| Clash Royale                                        | 2016 | Disponible | El 4 de gener de 2016, Supercell va llançar de forma suau Clash Royale a iOS i també el 16 de febrer de 2016, Supercell va llançar el joc amb facilitat a Android a Canadà, Hong Kong, Austràlia, Suècia, Noruega, Dinamarca, Islàndia, Finlàndia i Nova Zelanda.. El 2 de març de 2016, Supercell va llançar el joc a nivell mundial per iOS i Android. |
| Brawl Stars                                         | 2017 | Disponible | El 14 de juny de 2017, Supercell va anunciar el joc a través d'un vídeo a YouTube. L'endemà va rebre un llançament limitat per a iOS a l'App Store de Canadà. Va ser llançat a les botigues d'aplicacions de Finlàndia, Suècia i Noruega el 19 de gener de 2018. La versió d'Android a nivell mundial el 12 de desembre de 2018. |
| Rush Wars                                           | 2019 | Cancel·lat | El 26 d'Agost de 2019, el nou joc de Supercell "Rush Wars" va ser publicat com a versió beta a Canadà, Austràlia i Nova Zelanda tant per iOs com per Android. |
| Clash Mini                                          | 2021 | Finalitzat | Només disponible a Canadà, Austràlia i Nova Zelanda durant la beta. |
| Clash Quest                                         | 2021 | Finalitzat | Només disponible a Canadà, Austràlia i Nova Zelanda durant la beta. |
| Squad Busters                                       | 2023 | Disponible | Squad Busters va tenir uns sèrie de betes tancades l'any 2023 en el que només podien accedir gent de països indicats. Aquestes comptes no eren permanents i quan acabaven les betes s'eliminaven. El 23 d'abril del 2024, supercell va llençar un "llançament previ" del joc, que és com una beta però pensada perquè el joc sigui global. Finalment el 29 de maig del 2024 el joc sortirà global. Feia tant de temps que supercell no treia jocs globals que van organitzar un esdeveniment en el que quan més descàrregues i pre-descàrregues tingués el joc, més recompenses donarien als altres jocs de supercell.                                                                |

## Màrqueting
Durant el Super Bowl XLIX al febrer de 2015, Supercell va gastar 9 milions de dòlars per a un temps d'execució de 60 segons davant de 118,5 milions d'espectadors. Segons The Guardian, la publicitat Clash of Clans va ser un dels anuncis més populars dels 61 spots emesos a la NBC. El comercial, anomenat "Venjança", va presentar Liam Neeson parodiant el seu personatge de la sèrie de cinema Taken buscant venjança en una cafeteria per a un jugador aleatori que va destruir el seu poble. El comercial ha arribat a un total de 165 milions de visites al canal oficial de YouTube del joc fins al moment, i va ser el comercial més vist de YouTube el 2015. Malgrat l'èxit del comercial, Supercell només ha vist un augment marginal de les descàrregues després de la publicitat. .

## Premis
El 2012, Supercell va ser guardonada com la millor empresa de start-up nòrdica i triada com a desenvolupadora de jocs finlandesa de l'any. L'any següent, Supercell va guanyar el concurs finlandès Teknologiakasvattaja 2013 (Technology Educator 2013), i la companyia va ser escollida com a emprenedora de programari de l'any. L'any 2014, l'agència de consultoria i investigació T-Media va triar Supercell com a empresa més prestigiosa de Finlàndia en el seu informe Luottamus & Maine (Trust & Reputation).